# فرفیون زگیل‌دار
فرفیون زگیل دار (نام علمی: Euphorbia peplus) نام یک گونه از سرده فرفیون است.